# Orient Express
L'Orient Express è un treno passeggeri a lunga percorrenza della Compagnie Internationale des Wagons-Lits che collegava Parigi Gare de l'Est a Costantinopoli (l'odierna Istanbul). Iniziato nel 1883, il servizio si interruppe per le due guerre mondiali fra il 1914 e il 1921 e fra il 1939 e il 1945, per cessare definitivamente nel 1977 a causa della concorrenza dei trasporti aerei. Rimase in servizio un treno che copriva solamente la tratta tra Parigi e Vienna fino alla riduzione del tragitto nel 2007 e alla momentanea cancellazione del 14 dicembre 2009. In seguito, il convoglio è tornato a viaggiare grazie alla Belmond Management Limited.

## Storia

### L'Orient Express originale
Il tracciato originale, coperto per la prima volta il 4 ottobre 1883, andava dalla Francia alla Romania passando per Vienna. A Giurgiu i passeggeri erano trasportati attraverso il Danubio via nave fino in Bulgaria, per poi prendere un altro treno per Varna in Bulgaria, da dove completavano il viaggio per l'antica Costantinopoli via traghetto. Un altro percorso cominciò ad essere usato nel 1885, raggiungendo Istanbul per ferrovia da Vienna a Belgrado e Niš, in carro fino a Filippopoli e di nuovo su ferro fino a Istanbul. Nel 1889 si completò la linea ferroviaria diretta a Istanbul; nello stesso anno il capolinea est della linea divenne Varna, dove i passeggeri si potevano imbarcare per Istanbul, che però divenne presto raggiungibile direttamente via treno. Istanbul rimase dunque capolinea fino alla fine del servizio il 22 maggio 1977.

### Prima guerra mondiale
Lo scoppio della prima guerra mondiale nel 1914 provocò la sospensione del servizio Orient Express, che riprese al termine delle ostilità nel 1918. Nel 1919, in seguito all'apertura del tunnel del Sempione, si poté aprire una nuova via più meridionale al servizio via Losanna, Milano, Venezia e Trieste, che divenne noto come Simplon Orient Express, alternativo e presto più gettonato del vecchio percorso.

### L'epoca d'oro dell'Orient Express
Gli anni trenta coincisero con l'apice del successo dei servizi Orient Express, con tre collegamenti paralleli in funzione: l'Orient Express, il Simplon Orient Express, e l'Arlberg-Orient Express, che passava da Zurigo ed Innsbruck per Budapest, con carrozze letto dalla capitale ungherese per Bucarest ed Atene. Fu in questo periodo che l'Orient Express divenne famoso per il suo comfort e lusso, essendo dotato di carrozze notturne con servizio permanente e carrozze ristorante note per la loro raffinata cucina. Erano soprattutto reali, nobili, diplomatici, uomini d'affari e ricchi borghesi a servirsi del treno, che per servizio aggiuntivo si estese verso Londra con carrozze letto che collegavano Calais a Parigi.

### Seconda guerra mondiale
L'inizio della seconda guerra mondiale nel 1939 interruppe di nuovo il servizio, che non riprese fino al 1945. Durante la guerra la compagnia tedesca Mitropa aveva effettuato dei servizi lungo la ferrovia attraverso i Balcani, ma i frequenti sabotaggi dei partigiani obbligarono alla sospensione del servizio, che non poté venire ripristinato lungo l'arco del conflitto.
Dopo la fine della guerra, ripresero servizi normali, eccetto che sul ramo di Atene, dove la chiusura del confine tra Jugoslavia e Grecia impedì di svolgere le corse. Il confine riaprì nel 1951, ma la chiusura della frontiera tra Bulgaria e Turchia dal 1951 al 1952 impedì di raggiungere Istanbul durante quel periodo. Quando la Cortina di ferro divise l'Europa, le corse dell'Orient Express continuarono, ma le nazioni del blocco orientale prescrissero in luogo delle carrozze Wagon-Lits altre composizioni, a loro volta gestite dalle varie ferrovie nazionali.

### Il Direct Orient Express
Nel 1962 l'Orient Express e l'Arlberg Orient Express cessarono di effettuare servizio, lasciando solo il Simplon Orient Express, che venne sostituito nel 1962 con una linea più lenta, chiamata Direct Orient Express, che effettuava il tragitto due volte la settimana da Parigi a Istanbul e Atene, mentre un altro treno, denominato "Simplon Express", effettuava servizio quotidianamente da Parigi a Belgrado.
Nel 1971 la compagnia Wagon-Lits cessò di gestire i treni e di incassare supplementi sui biglietti. La compagnia vendette tutte le sue carrozze alle varie ferrovie nazionali, ma continuò a fornire suo personale viaggiante come assistenza. Nel 1976 fu sospeso il servizio diretto Parigi-Atene e nel 1977 il Direct Orient Express fu ritirato completamente, con l'ultimo viaggio Parigi-Istanbul dal 19 al 22 maggio 1977.
Molti pensarono che la sospensione del Direct Orient Express fosse un segnale della fine dell'Orient Express in generale, ma in effetti una linea con questo nome continuò a effettuare corse da Parigi a Budapest e Bucarest come prima. Questo servizio continuò fino al 2001, quando la linea fu ridotta al solo tratto Parigi-Vienna. L'8 giugno 2007 il servizio fu interrotto e, in seguito all'apertura della LGV Est européenne Parigi-Strasburgo due giorni dopo, la linea Orient Express fu tagliata al solo tratto Strasburgo-Vienna, con partenza alle 22:20. Infine il 14 dicembre 2009 la linea fu soppressa a titolo definitivo.

### Simplon Express
Nel 1906, come gemello dell'"Orient Express" e con la denominazione di "Simplon Orient Express", venne istituito il servizio tra Londra - Calais - Parigi - Losanna - Milano utilizzando il nuovissimo traforo del Sempione, all'epoca il più lungo d'Europa. Il servizio era gestito dalla "Compagnie Internationale des Wagons Lits et des grands Express Europeens" (CIWL), che puntava su una destinazione dell'Europa dell'est e del Medio oriente. L'Impero austro-ungarico era tuttavia decisamente contrario a questo progetto, in quanto voleva solo un treno, l'"Orient Express", che fermava nelle città più importanti dell'impero. Nel 1908 la CIWL prevedeva un prolungamento della relazione fino a Trieste, porto con un traffico di 6 milioni di tonnellate di merci, ma il capolinea fu poi limitato a Venezia, in quanto Trieste era un porto austriaco e sede della compagnia navale Lloyd, che trasportava le vetture del concorrente "Orient Express" tra Costanza e Costantinopoli.
Durante la prima guerra mondiale il servizio venne soppresso e subito dopo la fine della guerra, con la fine dell'Impero Austro-ungarico e con i cambiamenti di confini, nel 1919 il servizio venne prolungato a Trieste-Lubiana-Zagabria e Vinkovci e da quest'ultima stazione diviso in due tronconi: Bucarest e Belgrado. Nel 1920 il servizio venne prolungato da Belgrado verso Niš da dove veniva diviso in due tronconi, uno per Salonicco ed Atene e l'altro per Sofia e Costantinopoli.
Il 16 marzo 1942 il servizio venne soppresso a causa del perdurare della seconda guerra mondiale e riprese nel 1945 limitata a Sofia con un treno ogni tre giorni e quotidianamente nel 1947 con il prolungamento verso Istanbul. La sezione per Atene venne ancora soppressa a causa della chiusura delle frontiere tra la Jugoslavia e la Grecia e per la distruzione durante la guerra della linea Salonicco-Atene e il servizio sarebbe stato ristabilito nel 1951.
A partire dagli anni sessanta un treno, denominato "Simplon Express" e con numerazione 220-221, collegava Parigi a Belgrado, attraverso la Svizzera, il traforo del Sempione, Domodossola, Milano Lambrate, Venezia, Trieste, Villa Opicina, Lubiana, Zagabria, Vinkovci. Il servizio è durato ufficialmente fino all'orario estivo 1992, quando venne limitato al percorso Ginevra-Zagabria, con coincidenze a Losanna per Parigi con i nuovissimi treni TGV, mentre dalla parte jugoslava veniva soppresso a causa della guerra serbo-croata. Il servizio in territorio jugoslavo era già stato limitato non ufficialmente nel 1991 in periodi diversi a Vinkovci, nuova frontiera Croato-Serba, Zagabria, Lubiana e addirittura a Trieste nel giugno 1991 durante la guerra in Slovenia.
Tra il 1992 e il 1997 durante tutto il periodo delle guerre jugoslave il "Simplon Express" effettuava il servizio tra Ginevra e Zagabria e solo nel 1997 il servizio venne prolungato da Zagabria a Vinkovci. Negli anni del dopoguerra jugoslavo, tra il 1997 e il 1999 questo treno è stato molto utilizzato dalle persone che aiutavano le popolazioni locali, soprattutto in Bosnia e dalle famiglie che ritornavano nelle loro terre dopo l'esilio in Italia. La fermata nella stazione di Slavonski Brod dava accesso diretto con la Bosnia centrale, Doboj e Sarajevo. La città si trova sul fiume Sava che fa da frontiera tra la Croazia e la Bosnia.
All'inizio del nuovo millennio il treno "Simplon Express" ha effettuato servizio notturno tra Ginevra e Venezia. La tratta Venezia-Trieste-Lubiana-Zagabria-Vinkovci è stata soppressa. Il 14 dicembre 2009 quello che restava del treno espresso notturno "Simplon Express" Ginevra-Venezia è stato soppresso momentaneamente, per riprendere successivamente grazie alla Belmond Management Limited.

## Omonimi
Un treno chiamato Orient Express dalla SNCF (Société nationale des chemins de fer français) effettuò il servizio quotidianamente fino alla metà degli anni settanta, partendo da Parigi Gare de l'Est a Chalons-en-Champagne, Nancy, Strasburgo, Ulm, Monaco di Baviera, Budapest e parte di questi treni giungevano a Bucarest. Di solito il treno partiva da Parigi alle 22:15. Gli Cheminots francesi, originati dalla precedente Réseau de l'Est, insistettero sul fatto che questo era l'"originale" Orient Express e che l'altro fosse solo uno scherzo, che chiamavano di solito "Direct Orient".
La caratteristica interessante di quel treno era l'insieme eterogeneo di materiali impiegati, che giungevano da Francia, Germania, Austria, Ungheria e Romania, il che permetteva ai passeggeri di confrontare più facilmente le caratteristiche di questi paesi e di scegliere la carrozza che preferivano. Naturalmente, c'erano anche il vagone letto e il vagone ristorante che appartenevano alla Compagnie Internationale de Wagon-Lits.

## Treni privati che usano il nome Orient Express
Il nome "Orient Express" ricorre anche per la relazione ferroviaria inaugurata nel 1948 che collega Stoccolma a Bucarest, la Balt-Orient-Express.
Nel 1982 venne inaugurato il Venice-Simplon Orient Express, servizio ferroviario privato effettuato con carrozze ristrutturate degli anni venti e anni trenta, da Londra e Parigi per Venezia. Il servizio si svolge ora una volta alla settimana da marzo a novembre ed è rivolto ai turisti facoltosi, con biglietti che costano più di 1200 sterline a persona da Londra a Venezia. Vengono effettuati anche due viaggi all'anno sul percorso Parigi-Budapest-Bucarest-Istanbul, e un viaggio all'anno su quello Istanbul - Bucarest - Budapest - Venezia.
L'American Orient Express, opera nell'ovest degli Stati Uniti d'America ed è pubblicizzato come una sorta di combinazione fra nave da crociera e hotel extra lusso.

## L'Orient Express nella cultura di massa

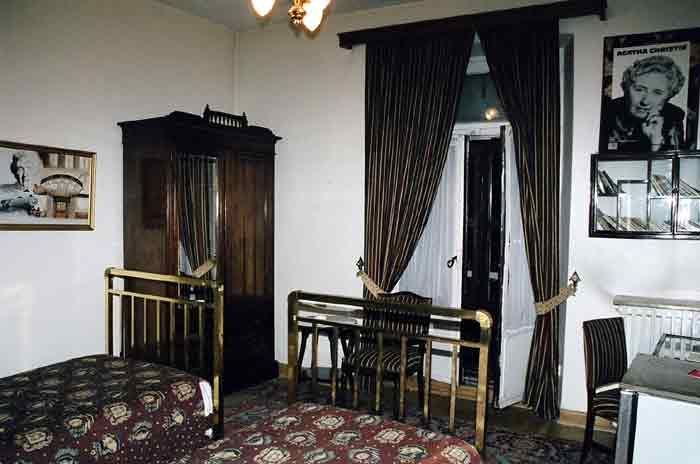
La stanza dell'albergo Pera Palas ad Istanbul dove Agatha Christie scrisse Assassinio sull'Orient Express

L'Orient Express è spesso apparso in libri e film, spesso come luogo di misteri ed intrighi. Tra questi si segnalano:
- Dracula (1897) di Bram Stoker: mentre Dracula fugge dall'Inghilterra via mare, la cabala che ha giurato di ucciderlo arriva a Parigi a bordo dell'Orient Express, precedendolo a Varna.
- La scrittrice britannica Agatha Christie ambientò sul Simplon Orient Express uno dei suoi più famosi romanzi, Assassinio sull'Orient Express, da cui furono tratti due adattamenti cinematografici con lo stesso titolo, nel 1974 e nel 2017.
- Il treno d'Istanbul di Graham Greene è ambientato sull'Orient Express.
- Nel 1986 la canzone Wagon Love, Wagon Lit di Raffaella Carrà parla esplicitamente di un amore vissuto in giro per il mondo sull'Orient Express.
- La versione del 2004 de Il giro del mondo in 80 giorni.
- La fuga di James Bond in A 007, dalla Russia con amore è anch'essa ambientata sul treno.
- Il saggio più completo sull'Orient Express, disponibile in lingua italiana, è "Orient Express. Vita e momenti del treno più famoso del mondo", di Edward Henry Cookridge, pubblicato nel 1982 e nel 2021.
- Nel romanzo fantasy Feha Gìbuss e il libro della profezia di Ewn Garabandal, il protagonista Feha Gìbuss utilizza l'Orient Express (nel tratto Parigi-Costantinopoli) per portare a termine la sua missione.
- L'episodio 8 della serie animata Le nuove avventure di Lupin III, dal titolo L'Orient Express, è ambientato sull'Orient Express.
- In Bazaar Express (1975) di Paul Theroux il protagonista parte da Londra e arriva con il famoso treno fino ad Istanbul.
- Anche i Pooh scrissero un brano ambientato sull'Orient Express, contenuto nell'album Un po' del nostro tempo migliore (1975).
- Il treno blu protagonista di una canzone dei Matia Bazar del 1983 pubblicata solo in Giappone è l'Orient Express.
- L'avventura grafica The Last Express, prodotta dalla Broderbund nel 1997, racconta del travagliato ultimo viaggio del treno prima dello scoppio della Grande Guerra.
- Nella canzone Champs Élysées (Mino Di Martino-Bruno Magi), inclusa nell'album Mediterranea (1984) della cantautrice italiana Giuni Russo, viene citato l'Orient Express.
- L'episodio 8 dell'ottava stagione del telefilm Doctor Who è ambientato in un'astronave che è una fedele riproduzione dell'Orient Express, in cui una mummia tenta di uccidere ad uno ad uno tutti i passeggeri.
- Jean-Michel Jarre ha aperto il suo celebre concerto a Pechino con un brano intitolato Orient Express.
- L'episodio 23 Una nuova vita della settima stagione di Star Trek Next Generation è ambientato in gran parte sull’Orient Express.
- Sull'Orient Express è il titolo di una canzone incisa da Mina, scritta da Andrea Mingardi e inserita nell'album Bau del 2006.
- La campagna Orrore sull'Orient Express per il gioco di ruolo Il richiamo di Cthulhu.